# Xerophyllopteryx fumosa
Xerophyllopteryx fumosa är en insektsart som först beskrevs av Brunner von Wattenwyl 1895.  Xerophyllopteryx fumosa ingår i släktet Xerophyllopteryx och familjen vårtbitare. Inga underarter finns listade i Catalogue of Life.